# Pyrolirion tubiflorum
Pyrolirion tubiflorum (gul sefyrlilja) är en amaryllisväxtart som först beskrevs av L'hér., och fick sitt nu gällande namn av Max Joseph Roemer. Pyrolirion tubiflorum ingår i släktet Pyrolirion och familjen amaryllisväxter. Inga underarter finns listade i Catalogue of Life.